# ذا فانتستك 4: الرحلة الأولى
ذا فانتستك 4: الرحلة الأولى (بالإنجليزية: The Fantastic Four: First Steps) هو فيلم أبطال خارقين أمريكي صدر عام 2025، يستند إلى فريق "الأربعة المذهلون" من قصص مارفل المصورة. أُنتج الفيلم بواسطة استوديوهات مارفل ووُزّع عبر والت ديزني ستوديوز موشن بيكشرز، ويعد الإصدار السابع والثلاثين ضمن عالم مارفل السينمائي (MCU) كما يُعد ثاني إعادة إحياء سينمائية لسلسلة أفلام "الأربعة المذهلون". أخرج الفيلم مات شاكمان، انطلاقًا من سيناريو كتبه فريق يضم جيف كابلان، إيان سبرينغر، جوش فريدمان، كاميرون سكوايرز، إريك بيرسون، وبيتر كاميرون. يضم طاقم تمثيل الفيلم كلًا من بيدرو باسكال، فانيسا كيربي، جوزيف كوين، وإيبون موس-باكراك، إلى جانب رالف إينيسون، جوليا غارنر، بول والتر هاوزر، ناتاشا ليون، وسارة نايلز. تدور أحداث الفيلم حول فريق الأربعة المذهلون الذين يسعون لحماية عالمهم المستوحى من الستينيات وذو الطابع المستقبلي من الكائن الكوني المدمر للكواكب "غالاكتوس".
بدأت شركة فوكس للقرن العشرين العمل على فيلم جديد من سلسلة "فانتاستك فور" بعد فشل فيلم عام 2015. بعد استحواذ شركة ديزني على الاستوديو في مارس 2019، انتقلت حقوق السلسلة إلى استوديوهات مارفل، وأُعلن عن فيلم جديد في يوليو من العام نفسه. كان من المقرر أن يتولى جون واتس الإخراج في ديسمبر 2020، لكنه انسحب في أبريل 2022. حلّ مكانه مات شاكمان في سبتمبر، حين كان جوش فريدمان وإريك بيرسون يعملان على السيناريو. بدأت عملية اختيار الممثلين في أوائل عام 2023، وانضم فريدمان في مارس لإعادة كتابة السيناريو. تميز الفيلم عن إصدارات "فانتاستك فور" السابقة بتجنّب عرض قصة نشأة الفريق. انضم بيرسون في منتصف فبراير 2024 لصقل النص، وذلك بالتزامن مع الإعلان عن طاقم الممثلين الرئيسيين والعنوان "ذا فانتاستك 4". أُضيف العنوان الفرعي في يوليو، وهو الوقت الذي بدأ فيه التصوير. استمر التصوير حتى نوفمبر 2024 في استوديوهات باينوود بإنجلترا، إضافة إلى مواقع تصوير أخرى في إنجلترا وإسبانيا.
عُرض الفيلم لأول مرة في قصر دوروثي تشاندلر في لوس أنجلوس بتاريخ 21 يوليو 2025، وصدر في الولايات المتحدة في 25 يوليو، ليكون أول أفلام المرحلة السادسة من عالم مارفل السينمائي. حصل الفيلم على تقييمات إيجابية عمومًا من النقاد، وحقق إيرادات تجازت 469 مليون دولار أمريكي حول العالم، مما جعله عاشر أعلى الأفلام إيرادًا لعام 2025، وكذلك أعلى أفلام "فانتاستك فور" إيرادًا على الإطلاق. يجري حاليًا تطوير جزء ثانٍ.

## قصة الفيلم
في عام 1960، على الأرض-828، انطلق رواد الفضاء ريد ريتشاردز، سو ستورم، بن غريم، وجوني ستورم في مهمة إلى الفضاء الخارجي، حيث اكتسبوا قدرات خارقة نتيجة تعرضهم لأشعة كونية. وعند عودتهم إلى الأرض، شكّلوا فريق الأبطال الخارقين المعروف باسم "الأربعة المذهلون".
بعد مرور أربع سنوات، أصبح الفريق يتمتع بشهرة واسعة ويُنظر إليهم بوصفهم حماة العالم. وخلال عشاء عائلي، يكشف ريد وسو لبن وجوني أنهما بانتظار مولودهما الأول. بعد بضعة أشهر، تظهر "المتزلجة الفضية" فجأة لتُعلن لسكان الأرض أن كوكبهم قد حُكم عليه بالفناء من قِبل كائن كوني يلتهم الكواكب يُدعى "غالاكتوس". بعد تحليل سلسلة من الظواهر الغريبة المرتبطة باختفاء كواكب عديدة، يقرر الفريق محاولة التفاوض مع غالاكتوس بشأن مصير الأرض.
عند وصولهم إلى نظام نجمي بعيد، يُدمر أقرب كوكب فورًا بواسطة سفينة غالاكتوس، ويقع الفريق في الأسر. يعرض غالاكتوس إنقاذ الأرض مقابل الحصول على ابن ريد وسو الذي لم يولد بعد، بعدما استشعر وجود قوة هائلة كامنة فيه. يرفض الفريق العرض ويتمكن من الفرار من غالاكتوس والمتزلجة الفضية، وفي طريق عودتهم إلى الأرض، تلد سو ابنها "فرانكلين ريتشاردز". بعد مؤتمر صحفي كارثي لشرح فشلهم، ينقلب الرأي العام العالمي ضد الفريق خوفًا من اقتراب وصول غالاكتوس. بعدها أمام الجماهير، تعلن سو – وهي تحتضن طفلها – أن الفريق سيفعل المستحيل لهزيمة غالاكتوس، مما يعيد كسب ثقة الجمهور.
يبتكر ريد شبكة من الجسور الثابتة تهدف إلى نقل الأرض إلى مجرة نائية بعيدة عن متناول غالاكتوس. غير أن هذه الجسور تتعرض للتدمير على يد المتزلجة الفضية. يحاول جوني إيقافها من الوصول إلى آخر جسر في تايمز سكوير، وبعد أن تعلم لغتها، يكتشف أن اسمها هو "شالا-بال"، وأنها قبلت طوعًا أن تكون نذيرة لغالاكتوس لإنقاذ عالمها من المصير نفسه. عندما تُجبر على سماع أصوات الكواكب التي قادتها إلى الهلاك، تنهار شالا-بال وتهرب من شدة الألم.
يستخدم الفريق فرانكلين كطُعم لاستدراج غالاكتوس نحو جسر تايمز سكوير، ويبرمون اتفاقًا مع "هارفي إيلدر" لإخلاء سكان نيويورك إلى مدينته السفلية "سابتيرينيا". تفشل الخطة، ويستولي غالاكتوس على الطفل من مقر الفريق. تستخدم سو قواها في توليد الحقول الواقية لدفع غالاكتوس إلى داخل البوابة، بينما يتولى ريد إنقاذ فرانكلين. عندما تبدأ سو بفقدان وعيها من شدة الإجهاد، يستعد جوني للتضحية بنفسه لدفع جالاكتوس بالكامل إلى داخل البوابة، لكن شالا-بال التي غيرت موقفها، تتدخل وتضحي بنفسها، مما يؤدي إلى ابتلاع غالاكتوس عبر البوابة وطرحه في الفراغ الكوني. يسترجع ريد وبن وجوني سو، التي تبدو وكأنها فارقت الحياة بعد استنزاف كامل طاقتها، لكن ريد يضع فرانكلين على صدرها، فتُعيد قواه المستيقظة حديثًا إحياءها. وفي أعقاب المعركة، يُحتفى بالفريق بوصفهم أبطالًا عالميين.
في مشهد منتصف الاعتمادات وبعد مرور أربع سنوات، تقرأ سو قصة لفرانكلين داخل مقر الفريق في "برج باكستر". عندما تغادر الغرفة للحظات، تعود لتجد رجلًا يرتدي عباءة خضراء يتفاعل مع فرانكلين في غرفة المعيشة، وهو يحمل قناعًا في يده.

## طاقم التمثيل
- بيدرو باسكال بدور ريد ريتشاردز / السيد فانتستك: عالم شديد الذكاء وقائد فريق الأربعة المذهلين، يمتلك القدرة على تمديد أي جزء من جسده إلى أطوال هائلة.[9][10] وصف المخرج مات شاكمان شخصية ريد ريتشاردز بأنه "أذكى شخص علميًا على كوكب الأرض"، ويمثل مزيجًا من ستيف جوبز، ألبرت أينشتاين وروبرت موزس.[10] أما باسكال، فأشار إلى أن ما كان يعنيه أكثر في الشخصية هو عقلها لا جسدها، وقد استحضر "عبقرية الأخطبوط" في تجسيده للدور.[11] كما أوضح أنه استلهم أدائه من نسخ متعددة لريد في القصص المصورة، بدلاً من الاقتباسات السينمائية السابقة للشخصية مثل تلك التي جسدها إيوان جروفود ومايلز تيلر في أفلام "فانتاستيك فور" السابقة، وجون كراسينسكي في فيلم عالم مارفل السينمائي "دكتور سترينج في جنون الكون المتعدد" (2022).[12] قال شاكمان إن شخصية ريد كانت الأصعب في عملية اختيار الممثل المناسب، لكنه وجد في باسكال الخيار الأفضل، جزئيًا بسبب العلاقة الطويلة بينهما في المجال السينمائي؛ وأكد أن "العمل معًا في الفيلم كان أمرًا مقدرًا في النجوم".[13]
- فانيسا كيربي في دور سو ستورم / المرأة الخفية: زوجة ريد الحامل، شقيقة جوني ستورم، وعضوة في الفريق تملك القدرة على توليد حقول قوى وأن تصبح غير مرئية.[14][15] تشغل منصب رئيسة "مؤسسة المستقبل"، التي ساهمت في نزع السلاح العالمي وتحقيق السلام. وصفها شاكمان بأنها "أكثر شخص ذكاءً عاطفيًا على كوكب الأرض". استمتعت كيربي بدمج النسخ المختلفة لشخصية سو من القصص المصورة في أدائها، وركّزت على الأمومة كمحور أساسي. أعربت عن إعجابها بالخط السردي الذي تتحوّل فيه سو إلى الشخصية الشريرة "ماليس"، وأضافت عناصر منها لتجنّب تقديم سو كصورة نمطية "للأم اللطيفة الطيبة".[16]
- إيبون موس-باكراك في دور بن غريم / الشيء: صديق ريد المقرّب ورائد فضاء سابق، يتحوّل جلده إلى طبقة من الصخور البرتقالية، ما يمنحه قوة جسدية هائلة ومتانة خارقة.[14][16] قارن موس-باكراك بين الشخصية وشخصية "ريتشي جيريموفيتش" التي قدّمها في مسلسل ذا بير، مشيرًا إلى أن كليهما يتّسمان بالولاء العميق والتمسك بالمبادئ والعائلة.[17] جرى تجسيد شخصية "الشيء" باستخدام تقنية التقاط الحركة والصور المُولّدة بالحاسوب بدلًا من مستحضرات التجميل،[18] وتبادل الممثل خبراته مع مارك رافالو، مؤدي شخصية "هالك" في عالم مارفل السينمائي.[19] بالإضافة إلى التصوير ببدلة التقاط الحركة، أُعيد تصوير بعض المشاهد باستخدام ملحقات جسدية خاصة يرتديها موس-باخراخ، أو بممثل بديل يرتدي زيًّا حقيقيًا بالحجم الكامل لشخصية "الشيء"، وذلك لمساعدة الممثلين الآخرين على تصور الحيز الفيزيائي الذي تشغله الشخصية في المشهد.[16] من الناحية البصرية، استعان المخرج مات شاكمان بعلماء ومتخصصين في الجيولوجيا، وقام بدراسة صخور الصحراء لاختيار المرجع الأنسب لمظهر "الشيء".[20] اُستخدمت صخرة محددة تتطابق مع الشكل المطلوب – أُطلق عليها اسم "جينيفر" – وصُوّرت في موقع التصوير لتكون مرجعًا ضوئيًا لفريق المؤثرات البصرية.[21]
- جوزيف كوين في دور جوني ستورم / الشعلة البشرية: شقيق سو الأصغر وعضو في الفريق، يمتلك القدرة على التحكم بالنار والطيران.[22][23] رغم إعجابه بأداء كريس إيفانز للشخصية في أفلام "الأربعة المذهلون" السابقة، إلا أن كوين اختار عدم تقليده.[24] ناقش كوين مع المنتج كيفن فيج ملامح شخصية جوني المُغازِل سابقًا، وقررا أن هذا النمط لم يعد يُنظر إليه على أنه "جذاب" حاليًا. سعى كوين إلى تقديم نسخة أكثر وعيًا بمشاعر الآخرين، دون أن يفقد طابعه المليء بالثقة والمرح. علّق شاكمان بأن جوني، رغم خفة ظله، يظل ذكيًا وبطوليًا.[16]
- جوليا غارنر في دور شالا-بال / المتزلجة الفضية: مبعوثة "غالاكتوس" ذات الجلد المعدني، تسافر عبر الفضاء على لوح شبيه بلوح التزلج.[25][26] وصفت غارنر الشخصية بأنها ذات "طاقة غامضة"، وأشارت إلى العلاقة المميزة التي تربطها بـ"جالاكتوس".[26] استعانت بتقنيات التقاط الحركة لتأدية الدور،[27] ودمجت بين وضعيات التزلج على الماء ووضعيات تمثالّية مستوحاة من القصص المصورة، ساعيةً لتجسيد حركة "أنيقة تشبه الرقص".[26]
- سارة نايلز بدور لين نيكولز: الرئيسة التنفيذية لـمؤسسة المستقبل (Future Foundation).[28]
- مارك غاتس بدور تيد غيلبرت: مُقدّم برنامج حواري شهير يُدعى "عرض تيد غيلبرت" (The Ted Gilbert Show).[29]
- ناتاشا ليون في دور رايتشل روزمان: معلمة وحبيبة بن غريم.[30]
- بول والتر هاوزر في دور هارفي إلدِر / رجل الخُلد: حاكم "سابتيرانيا"، مجتمع تحت الأرض يسكنه شعب يُدعى "المولويدز".[31][32] شبّهه شاكمان بزعيم نقابة عمالية يتميّز بالإنسانية وحرصه على رعاية شعبه وبناء مجتمع مترابط.[31]
- رالف إينيسون في دور غالاكتوس: كائن كوني عملاق يستهلك قوة الحياة من الكواكب.[33][16] وصفه المخرج مات شاكمان بأنه "مصاص دماء كوني هائل، عمره 14 مليار سنة، يلتهم الكواكب". رغم ذلك، لا يرى إينيسون أن غالاكتوس شرير بطبيعته، بل وصفه بأنه "إله من نوعٍ ما" و"كائن ضخم يأكل الكواكب ببساطة لأنه وُجد لذلك"، معتبرًا أن ما يفعله لا ينبع من خبث بل من طبيعته الكونية. تحضيرًا للدور، أمضى إينيسون وقتًا يتأمل على أسطح المباني العالية لاستيعاب رهبة وهيبة الشخصية. وقد عبّر المنتج كيفين فيج عن إعجابه منذ زمن طويل بمشهد تقديم غالاكتوس في القصص المصورة، وكان متحمسًا لاستخدامه في الفيلم.[34] ذكر إينيسون أن غالاكتوس لا يهتم بالحياة على الكواكب، لأنها بمثابة "غذائه"، ولا يتركها إلا إذا وجد شيئًا يثير اهتمامه.[31] استعان فيج بمقطع من لعبة الفيديو فورتنايت باتل رويال (إصدار 2017) كمصدر إلهام لطريقة تقديم الشخصية بصريًا.[35] يتميّز الفيلم بتصميم دقيق ومطابق للقصص المصورة لشخصية غالاكتوس، بخلاف التصميم الغائم المستخدم في فيلم ظهور المتزلج الفضي (2007).[34] صُمّم درع أرجواني وأزرق ضخم ليرتديه إينيسون فعليًا أثناء التصوير، تنفيذًا لرؤية شاكمان الذي أصرّ على أن يجسّد شخصٌ حقيقي الشخصية جسديًا.[16] بسبب ثقل وحرارة الدرع، كان لإينيسون طاقم خاص لمساعدته على الحفاظ على برودته بين المشاهد.[31]

بالإضافة إلى ذلك، يُؤدي ماثيو وود صوت الروبوت المرافق لفريق الرباعي الخارق هـ.ي.ر.ب.ي (H.E.R.B.I.E.)، والذي يُمثّل اختصارًا لـ: "الروبوت البشري التجريبي من النوع B المدمج بالإلكترونيات" (Humanoid Experimental Robot B-Type Integrated Electronics) وغالبًا ما يعمل هـ.ي.ر.ب.ي كمساعد لـريد ريتشاردز. وفقًا للمخرج مات شاكمان، فإن هـ.ي.ر.ب.ي يتمتع بشخصية ساحرة ولطيفة و"مُثقلة قليلًا بالمسؤوليات"، كما أنه لا غنى عنه للفريق. أما شخصية فرانكلين ريتشاردز، الابن حديث الولادة ذو القوى الخارقة لـريد وسو ريتشاردز، فقد جسده الطفلة آدا سكوت وعدد من الأطفال الرضّع الآخرين. تظهر مايزي شاكمان، ابنة المخرج مات شاكمان، في مشهد تجسّد فيه طفلة ينقذها جوني ستورم. كما يظهر طاقم الفيلم غير المعروض لعام 1994 "الأربعة المذهلون" في مشاركات شرفية (كاميو)، وهم: أليكس هايد-وايت وريبيكا ستاب بدور صحفيين تلفزيونيين، جاي أندروود ومايكل بيلي سميث بدور عمال في محطة للطاقة يُحيّون جوني ستورم وجميعهم يظهرون معًا لاحقًا في مشهد جماعي كـمدنيين يشكرون فريق الأربعة المذهلين. يظهر روبرت داوني جونيور في مشهد منتصف شارة النهاية بشخصية فيكتور فون دوم / دكتور دوم، في مشاركة غير مُعترف بها (Uncredited). لا يُظهر المشهد وجهه، لكن المنتج جيف كيربي أكّد أن داوني جونيور قد صوّر المشهد أثناء إنتاج فيلم المنتقمون: يوم القيامة (2026).

## الإنتاج

### الخلفية
عقب الفشل النقدي والتجاري لفيلم الأربعة المذهلون (2015) من إنتاج "فوكس للقرن العشرين" وتأليف وإخراج جوش ترانك، والذي استند إلى فريق الأبطال الخارقين من مارفل كومكس، بدأت الشركة في البحث عن اتجاهات جديدة لتطوير السلسلة. وعلى الرغم من أن فوكس كانت قد أنتجت فيلمين سابقين من السلسلة أخرجهما تيم ستوري قبل ذلك بعقد، إلا أنها لم تكن راغبة في إنتاج نسخة تقليدية أخرى. بدأ سيث غراهام-سميث، بحلول يونيو 2017، في كتابة سيناريو لفيلم جديد يركّز على فرانكلين وفاليريا ريتشاردز، طفلي قادة الفريق الأصليين ريد ريتشاردز (السيد فانتاستيك) وسو ستورم (المرأة الخفية). وقد استُوحي النص من سلسلة القصص المصوّرة الأربعة المذهلون: النسخة القصوى (2004–2009)، وضمّ أيضًا الشخصيتين الأصليتين بن غريم (ذا ثينغ) وجوني ستورم (الشعلة البشرية)، مع توجّه يستهدف جمهور الأطفال ونغمة أقرب إلى فيلم الرسوم المتحركة "الخارقون" (2004) مقارنةً بالطابع القاتم لفيلم ترانك. واعتمد سيناريو غراهام-سميث على نص مستقل كتبه كارتر بلانشارد كمُعالجة لكتاب الأطفال "أبطال كيندرغارتن" من تأليف مارك ميلر، الذي سبق له العمل مستشارًا في أفلام مارفل التي طوّرتها فوكس. في السياق ذاته، تولّى نواه هاولي، مبتكر مسلسل "ليجون" (2017–2019) من إنتاج تلفزيون مارفل، تطوير فيلم مستقل يركّز على فيكتور فون دوم / دكتور دوم، الخصم الرئيسي للفريق في القصص المصورة والأفلام السابقة، بعد التوصّل إلى اتفاق معه في يوليو 2017.
بعد أن استحوذت شركة والت ديزني على "فوكس للقرن العشرين" في مارس 2019، انتقلت حقوق أفلام شخصيات مارفل التي كانت تحت سيطرة فوكس إلى استوديوهات مارفل التابعة لديزني، بما في ذلك شخصيات عالم الأربعة المذهلون. نتيجة لذلك، عُلّق العمل على جميع مشاريع مارفل التي كانت قيد التطوير لدى فوكس.

### التطوير

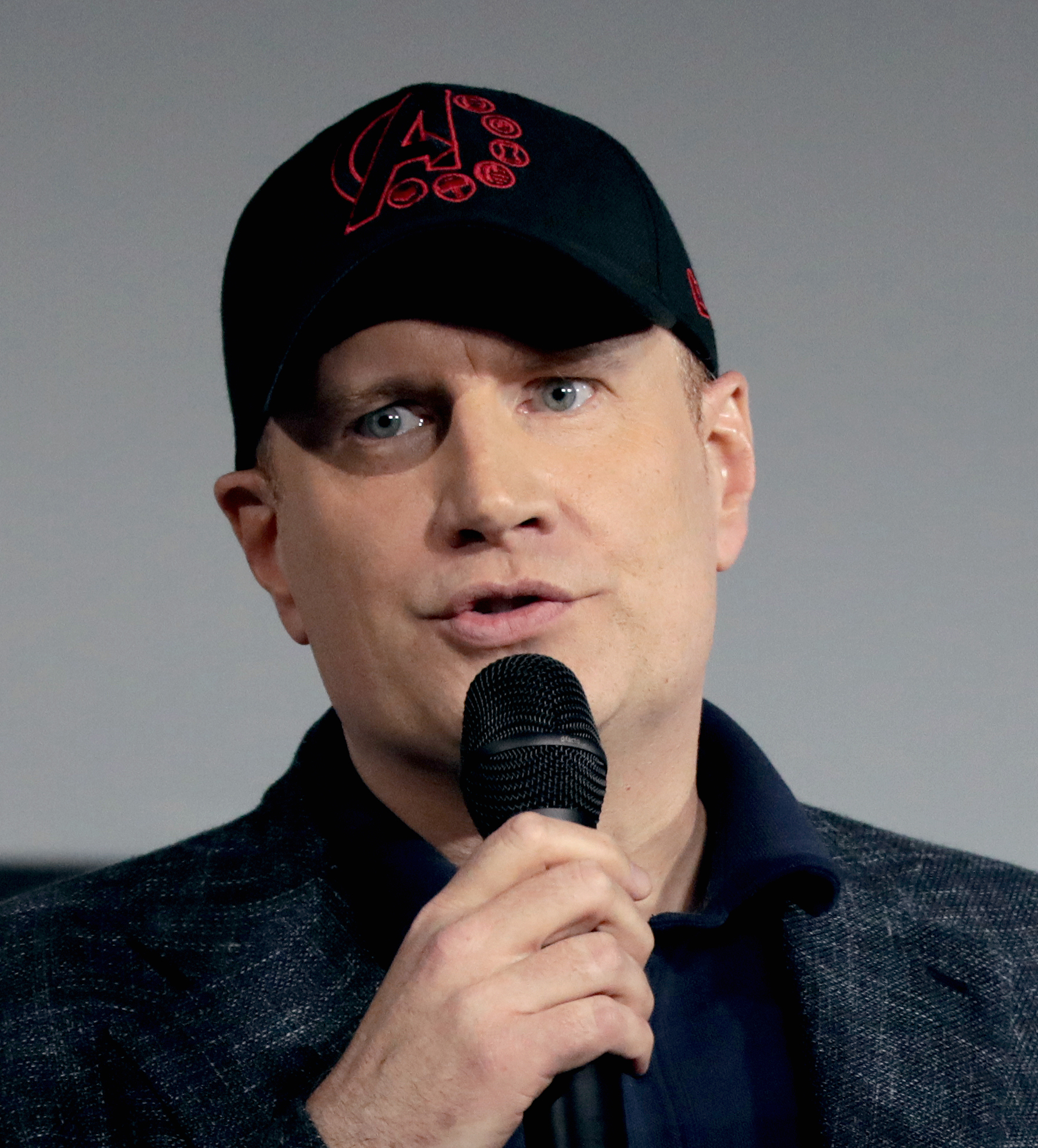
المنتج كيفن فيج في مؤتمر سان دييغو كوميك-كون في يوليو 2019، حيث أكد أن التطوير قد بدأ للفيلم.

أكّد رئيس استوديوهات مارفل كيفن فيج في يوليو 2019، أن الشركة تعمل على تطوير فيلم جديد لفريق الأربعة المذهلين ضمن عالم مارفل السينمائي (MCU). وأعرب عن "حماسه الشديد" تجاه هذه الشخصيات ورغبته في "رفع مكانتهم إلى المنصة التي يستحقونها". في ديسمبر 2020، أعلن فيج أن جون واتس، مخرج ثلاثية أفلام الرجل العنكبوت في عالم مارفل (2017–2021)، سيتولى إخراج الفيلم. وبحلول فبراير 2021، كانت استوديوهات مارفل قد بدأت بعقد لقاءات مع كتّاب محتملين للمشروع. في يونيو من العام ذاته، صرّح الرئيس التنفيذي لشركة ديزني، بوب تشابيك، أن فيج وفريقه يخططون لـ"استغلال" إمكانيات سلسلة "الأربعة المذهلون". في أبريل 2022، انسحب واتس من المشروع مفضلًا إخراج فيلم ذئاب (2024)، معللًا قراره بالحاجة إلى الراحة من أفلام الأبطال الخارقين بعد سبع سنوات من العمل على أفلام سبايدرمان. بحلول الشهر التالي، كان غرانت كيرتس ونيك بيبين قد التحقا بالإنتاج بعد عملهما مع مارفل في مسلسل فارس القمر (2022).
ظهر الممثل جون كراسينسكي بشخصية ريد ريتشاردز / السيد فانتاستيك في فيلم "دكتور سترينج في الأكوان المتعددة المجنونة" (2022) في نسخة من الأرض 838، وهو كون موازٍ ضمن تعددية الأكوان حيث كان عضو في جماعة "المتنورون". ولفترة طويلة، كان كراسينسكي من أكثر الممثلين المرغوبين لتجسيد هذه الشخصية من قبل المعجبين وانتشرت شائعات حول اختياره لأداء دور ريد تحديدًا منذ تأكيد تطوير الفيلم الجديد. وأوضح المخرج سام رايمي أن اختيار فيج لكراسينسكي جاء كاستجابة لتلك المطالب الجماهيرية، خصوصًا كون ظهوره كان مقتصرًا على عالم بديل. أدّى ذلك إلى تكهنات حول إمكانية عودته للدور في فيلم للأربعة المذهلين، لكن كراسينسكي صرّح لاحقًا بأنه يقدّر هذه التجربة، إلا أنه لم تُجرَ أي محادثات بشأن مشاركته في الفيلم المقبل.
بحلول يونيو 2022، بدأت مارفل في البحث عن مخرج جديد، وكانت تفاضل بين أسماء بارزة، فضّل فيج أن يكون المخرج قادرًا على الإشراف على عملية التصوير دون الحاجة لوجوده المستمر، على غرار تجربة سام رايمي. في يوليو، وخلال فعالية كوميك-كون سان دييغو، أعلن فيج أن الفيلم سيُعرض في 8 نوفمبر 2024، ليكون أول أفلام المرحلة السادسة من عالم مارفل السينمائي، والتصوير سيبدأ في 2023. كما أشار إلى أن الفيلم لن يُعيد سرد قصة نشأة الفريق، على اعتبار أن الجمهور يعرفها مسبقًا، مفضلًا تقديم قصة جديدة كما فعلت مارفل مع تقديم الرجل العنكبوت من بطولة توم هولاند. وأضاف أن الاستوديو وضع "معايير مرتفعة" لهذه المعالجة، نظرًا لأهمية الفريق وتاريخه الممتد منذ 1961 في القصص المصورة.

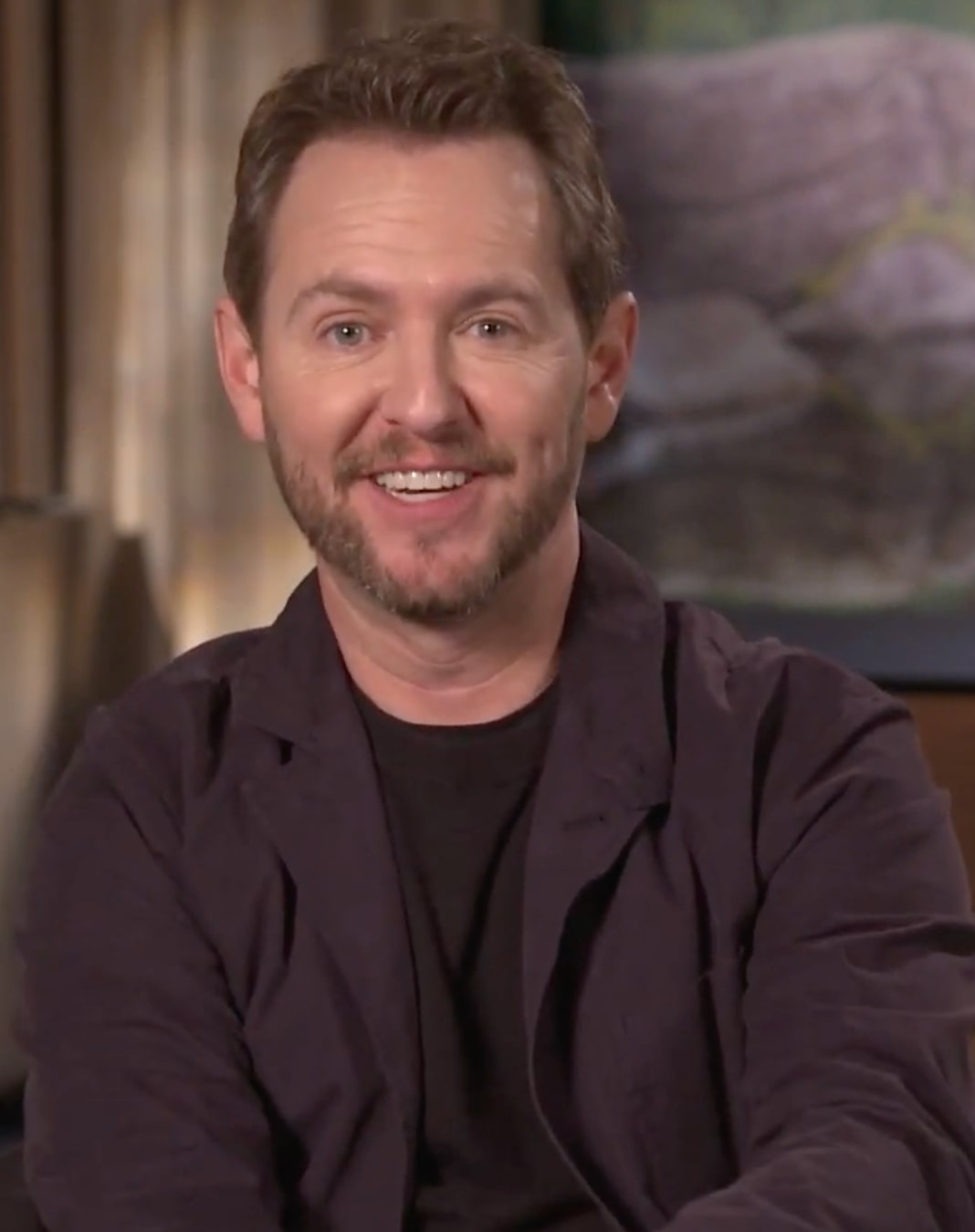
عُيّن مات شاكمان مخرجا للفيلم بحلول سبتمبر 2022.

في أغسطس 2022، دخل مات شاكمان في مفاوضات مبكرة لإخراج الفيلم، وكان من بين المرشحين النهائيين إلى جانب مايكل ماثيوز، في حين اعتُبر ريد كارولين من الأسماء المقترحة كذلك. ورجّح موقع ديدلاين هوليوود أن شاكمان سيكون الخيار الأقوى، خاصة بعد نجاحه في إخراج مسلسل واندافيجن (2021). لاحقًا، انسحب شاكمان من مشروع ستار تريك الجديد، مفضلًا العمل على الأربعة المذهلين بسبب شغفه بمفهوم الأسرة والتفاؤل والتكنولوجيا الذي يحمله الفيلم. أكّد فيج تعيين شاكمان رسميًا خلال معرض "دي 23" في سبتمبر 2022. في وقت لاحق من الشهر ذاته، كُشف أن الثنائي جيف كابلان وإيان سبرينغر يعملان على كتابة السيناريو بالتعاون مع فيج، وذلك قبل انضمام شاكمان. وكان الفريق يهدف إلى توحيد رؤيته الإبداعية قبل الشروع في اختيار طاقم التمثيل. في أكتوبر، تأجل موعد إصدار الفيلم إلى 14 فبراير 2025.

### ما قبل الإنتاج

#### انطلاق عملية اختيار الممثلين خلال إضرابات عام 2023
بدأت عملية اختيار الممثلين للفيلم في فبراير 2023، مع تركيزٍ أولي على شخصية سو ستورم / المرأة الخفية قبل باقي أعضاء الفريق. أوضح المخرج مات شاكمان أن التحدي الأكبر في العملية كان إيجاد طاقم تمثيلي قادر على تجسيد الديناميكيات العائلية بين الشخصيات. بدوره، صرّح كيفن فيج أن الفريق سيكون أحد أعمدة عالم مارفل السينمائي في المستقبل. في نهاية مارس من نفس العام، عُقد مع جوش فريدمان لإعادة كتابة السيناريو. ورأى الصحفي بوريس كيت من هوليوود ريبورتر أن هذا التغيير قد يشير إلى تحول في النبرة، لأن فريدمان كتب عدة مشاريع خيال علمي، على عكس الكاتبين السابقين جيف كابلان وإيان سبرينغر المعروفَين بأعمال كوميدية. وفقًا للصحفي جيف سنايدر، جاء فريدمان لتقريب الفيلم من رؤية فيج وشاكمان التي تتمحور حول العناصر الكونية المستوحاة من قصص الستينيات، مثل شخصيتي غالاكتوس و"المتزلج الفضي". وقد اُختير غالاكتوس كخصم رئيسي عوضًا عن دكتور دوم، الذي استُخدم في النسخ السينمائية السابقة، إذ أشار شاكمان إلى أن دوم "شخصية رائعة"، لكنه "يأخذ حيّزًا كبيرًا من الاهتمام أو التركيز في القصة". وأكد سنايدر وجود نية لإدراج شخصية فيكتور فون دوم/دكتور دوم في مشهد ما بعد النهاية فقط، على أن يؤديه نجم بارز.
بحلول بداية إضراب نقابة كُتّاب أمريكا في مايو 2023، كانت خطة استوديوهات مارفل تقضي ببدء تصوير الفيلم في يناير 2024 بلندن. في منتصف العام، أفاد الصحفي جيف سنايدر بأن مارفل كانت تفكر في ترشيح آدم درايفر وإيما ستون لتجسيد شخصيتي ريد ريتشاردز وسو ستورم، إلا أن كلا الممثلَين رفضا العرض بسبب انخفاض الأجور المقترحة، وأشار سنايدر إلى أن درايفر لم يتمكن من التواصل مع النص الذي كان لا يزال في مراحله الأولى، بينما كان كيفن فيج، رئيس مارفل ستوديوز، يسعى إلى ضبط ميزانية الأجور. في يونيو 2023، أُجّل موعد إصدار الفيلم إلى 2 مايو 2025. ومع اقتراب موعد إضراب نقابة ممثلي الشاشة في يوليو، أجرت مارفل اختبارات أداء لدور ريد ريتشاردز شملت ممثلين مثل كريستوفر آبوت وجيمي دورنان، إلا أن هذه الاختبارات، وفقًا لسنايدر، "لم تسر بشكل جيد". وفي ظل سعي الاستوديو للتعاقد مع نجم بارز، عُرض الدور على جيك جيلنهال، الذي سبق له تجسيد شخصية ميستريو في فيلم سبايدرمان: بعيدا عن الوطن (2019)، إلا أن المفاوضات توقفت بسبب الأجر الذي طلبه. كما بحثت مارفل إمكانية إسناد الدور لممثل غير أبيض، وأبدى بيدرو باسكال اهتمامه، لكنه لم يشارك في أي مناقشات خلال فترة الإضراب.
في أغسطس 2023، عُرض الدور على إيبون موس-باكراك لتجسيد بن غريم / الشيء، بعد أن شارك سابقًا بدور ديفيد ليبرمان / مايكرو في الموسم الأول من مسلسل "المعاقب" (2017). وقد تمسكت مارفل باختيار ممثل يهودي لتجسيد الشخصية، احترامًا لأصولها في القصص المصورة، والتي لم تُراعَ في الأفلام السابقة. التقى الممثل ديفيد كرومهولتز بالمخرج طمعًا في تجسيد شخصية بن غريم، ثم بدأ حملة على وسائل التواصل لتجسيد شخصية "الرجل الخلد" عوضًا عنه. أقر الصحفي سنايدر أن فانيسا كيربي كانت مرشحة لتجسيد سو ستورم، والمتوقع أن تكون محور القصة، فيما رُشح جوزيف كوين لدور أخيها جوني ستورم / الشعلة البشرية. كما دار اسم نيكولاس غاليتزين حول اختياره للدور نفسه، لكن لم يتم التعاقد معه. كما طُرح اسم مات سميث لأداء ريد، لكن لم يُتوقع أن يُتّفق على إعطائه الدور، إذ كانت مارفل تبحث عن "نجم سينمائي موثوق". وكان من المتوقع التعاقد مع ممثل لاتيني لأجل دور غالاكتوس.
في أكتوبر 2023، أكّد المخرج مات شاكمان أن التصوير سيبدأ في أوائل عام 2024 في استوديوهات باينوود بإنجلترا، مشيرًا إلى أن إعلان طاقم التمثيل سيأتي بعد انتهاء إضراب نقابة الممثلين. وخلال فترة التوقف، أُتيح للفريق وقتٌ إضافي للعمل على تصميم الإنتاج والمؤثرات البصرية. عادت مصممة الأزياء ألكسندرا بيرن، المعروفة بمشاركتها في عدة أفلام ضمن عالم مارفل السينمائي، للعمل مجددًا على هذا المشروع، بينما تولّى كسرا فراهاني مهمة تصميم الإنتاج، بعد تجربته السابقة في مسلسل لوكي. شارك كاميرون سكوايرز في كتابة السيناريو إلى جانب جوش فريدمان، وقد سبق لكليهما التعاون مع شاكمان في مشروع ستار تريك الملغى، وكان سكوايرز أيضًا أحد كتّاب مسلسل واندافيجن. كما استشار شاكمان كاتب القصص المصورة مات فراكشن، واستلهم بعضًا من أسلوبه الإبداعي من تجربة عمله في مسلسل "فيلادلفيا دائماً مشمسة"، لا سيما من حيث الطابع الكوميدي والتعاون والارتجال. مع نهاية الإضراب في نوفمبر، دخل بيدرو باسكال في مفاوضات لأداء دور ريد ريتشاردز، وبدأ بتنسيق جدوله الزمني ليتلائم مع التزاماته الأخرى. واعتبرت مارفل أن اختيار الممثل المثالي لدور ريد هو خطوة أساسية قبل المضي في اختيار بقية الأدوار، ما دفعها لتأجيل العروض الخاصة بباقي الشخصيات إلى ما بعد حسم هذا الدور. خلال تصوير فيلم "غلاديايتر 2" (2024)، طلب جوزيف كوين المشورة من باسكال حول دور "جوني ستورم"، فكشف له الأخير أنه في مفاوضات بشأن دور ريد، وهو ما قدّره كوين. وبالرغم من أن باسكال لم يكن يخطط في البداية لقبول الدور، إلا أنه صرّح بأن ذلك "غيّر مجرى حياته بشكل مفاجئ للغاية". وأورد موقع "/فيلم" أن باسكال وقّع رسميًا للدور، وأن إعلانًا رسميًا سيصدر قريبًا. في وقت سابق، ارتبط اسم أنطونيو بانديراس بدور "غالاكتوس"، لكن لاحقًا اُتجه نحو خافيير بارديم لتجسيد الشخصية، رغم احتمال تعارض جدول تصويره مع فيلم فورمولا 1 (2025). وأشار الصحفي جيف سنايدر إلى أن الممثل إيبون موس-باكراك قد اُختير لتجسيد شخصية "ذا ثينغ"، بينما كانت مارفل تبحث عن ممثلة لأداء دور "المتزلج الفضي"، رغم أن الشخصية تُجسد عادة في القصص المصورة على هيئة ذكر يُدعى "نورين راد".

#### فترة ما بعد الإضرابات وإعلان الطاقم الفني

أصدرت استوديوهات مارفل في فبراير 2024 عملًا فنيًا مستوحى من عيد الحب لتأكيد اختيار فريق العمل الرئيسي. وقد أثار هذا تكهنات حول أجواء الفيلم المستوحاة من ستينيات القرن الماضي.

في يناير 2024، أفاد سنايدر أن التصوير قد تأجّل من موعده الأصلي في أبريل إلى فترة ما بين يوليو وسبتمبر، وهو ما أدى إلى انسحاب باسكال من التزامه السابق بفيلم "أسلحة" (2025). في أوائل فبراير، أدرج "اتحاد ممثلي الشاشة الأمريكي" اسم باسكال كجزء من طاقم الفيلم، وقيل إن التصوير سيبدأ في أغسطس. في 14 فبراير 2024، أصدرت استوديوهات مارفل إعلانًا خاصًا بمناسبة عيد الحب، أكدت فيه رسميًا انضمام بيدرو باسكال (ريد ريتشاردز / مستر فانتاستيك)، فانيسا كيربي (سو ستورم / المرأة الخفية)، جوزيف كوين (جوني ستورم / الشعلة البشرية)، وإيبون موس-باكراك (بن غريم / ذا ثينغ) وقد حمل الفيلم العنوان الرسمي "الأربعة المذهلون"، وأُجّل تاريخ إصداره إلى 25 يوليو 2025، ليبدّل مكانه مع فيلم عالم مارفل السينمائي "ثاندربولتس*". أثار هذا الإعلان تكهنات واسعة حول كون الفيلم ذا طابع مستوحى من فترة الستينيات مثل أول ظهور للفريق في القصص المصورة، خاصةً أن الصورة الترويجية تضمنت غلافًا لـمجلة لايف يعود إلى 13 ديسمبر 1963 يظهر عليه الرئيس ليندون جونسون، إلى جانب شعار جديد للفيلم يحمل طابعًا بصريًا كلاسيكيًا. وقد دعم باسكال هذه الفرضية من خلال نشره للإعلان على منصاته الاجتماعية مع إشارات إلى أغانٍ لفرقة "البيتلز" تعود لتلك الحقبة. كما تضمنت الصورة الترويجية شخصية "هيربي" الروبوتية المساعدة للفريق في القصص المصوّرة.
في تصريحات لاحقة، أكد رئيس مارفل، كيفن فيج، أن الديناميكيات العائلية هي محور الفيلم، مشيرًا إلى أن اختيار الأبطال الرئيسيين "أنجز 90٪ من العمل". كما أوضح لاحقًا أن أحداث الفيلم ستدور في حقبة الستينيات ولكن في كون بديل ضمن تعددية الأكوان الخاصة بعالم مارفل السينمائي. من جانبه، وصف المخرج مات شاكمان الفيلم بأنه يقدّم "أسلوب حقبة الستينيات بتصميم مستقبلي" يجمع بين المألوف وغير المسبوق، مستلهمًا من أعمال المصمم الصناعي سيد ميد، وأجواء التفاؤل التي رافقت سباق الفضاء في تلك الحقبة، إذ قال: "تخيلت بدلًا من نيل آرمسترونغ وباز ألدرن، أن من انطلق إلى الفضاء هم عائلة ستورم وبن غريم وريد ريتشاردز"، وأشار إلى أن الفيلم سيتجنب إعادة سرد قصة نشأة الفريق، إذ تبدأ الأحداث بعد مرور أربع سنوات من حصولهم على قواهم الخارقة، مما يتيح للسيناريو التفرغ لسرد قصة مستقلة. كما أنه درس جميع إصدارات "الأربعة المذهلين" من بدايتها وحتى اليوم، واستلهم أيضًا من فيلم "2001: ملحمة الفضاء" للمخرج ستانلي كوبريك. تتميّز أزياء الفريق بلون أزرق باهت مع أطواق بيضاء حول الرقبة، شبيهة بالتصاميم التي ظهرت في العدد #256 من سلسلة "الاربعة المذهلون 1" عام 1983، وكذلك أزياء الفيلم غير المُصدَر للفريق من إنتاج روجر كورمان عام 1994.
في فبراير أيضًا، ذكر سنايدر أن بارديم لا يزال الخيار الأبرز من طرف الاستوديو لتجسيد "غالاكتوس"، وأن مارفل بدأت بلقاء ممثلين محتملين لأداء شخصية "المتزلج الفضي"، في حين سيتم اختيار ممثل "دكتور دوم" أثناء التصوير. في الوقت ذاته، كُشف عن أن الكاتب إريك بيرسون قد وُظّف "بهدوء" لتعديل النص حيث كان معروفًا بقدرته على "إتمام المشاريع بنجاح" لصالح استوديوهات مارفل. وفي أبريل، أُعلن عن انضمام جوليا غارنر بدور "شالا-بال / المتزلجة الفضية". في القصص المصورة، شالا-بال هي الحبيبة السابقة لنورين راد، وتصبح لاحقًا هي نفسها "المتزلج الفضي" في سلسلة "الأرض-اكس" المحدودة (1999–2000) من تأليف جيم كروغر وجون بول ليون. أفاد جاستن كرول من موقع ديدلاين هوليوود أن دور غالاكتوس كان مفتوحًا، ولم يتلقَّ أي ممثل عرضًا أو مفاوضات لأداء الشخصية. وفي مايو، انضم بول والتر هاوزر، جون مالكوفيتش، رالف إينيسون، ونتاشا ليون إلى طاقم الفيلم. وقد أُسند دور "غالاكتوس" إلى إينيسون، الذي سبق له الظهور في دور طيار من جماعة الرافاجرز في فيلم حراس المجرة (2014). أما ليون، فقد أدّت صوت الشخصية الأصلية "بيردي البطة" في الموسم الثالث من مسلسل ماذا لو ؟ (2024). وكان مالكوفيتش قد رفض عروض سابقة له للانضمام إلى أفلام مارفل، معتبرًا أن الأجر لا يتناسب مع الجهد المطلوب، لكنه وافق على هذا الفيلم لرغبته في العمل مجددًا مع المخرج شاكمان بعد فيلمهما السابق "كوت بانك" (2014). وأما هاوزر، فقد عمل مع شاكمان سابقًا في مسلسل "فيلادلفيا دائما مشمسة"، وقد تردد في البداية بشأن الانضمام بسبب التقييمات السلبية لأفلام الأربعة المذهلون السابقة، لكنه اقتنع بالنص والفريق القائم على العمل. وقد أفاد سنايدر أن شخصية "الرجل الخلد" ستظهر في بداية الفيلم، ويرجّح أن هاوزر سيؤدي هذا الدور. كما كان بيتر كاميرون، كاتب من فريق مسلسل واندافيجن، قد ساهم في النص بحلول ذلك الوقت.
في أواخر يونيو 2024، صرّح فيج بأن التصوير سيبدأ في أواخر يوليو. وقد جرت بعض أيام التصوير التمهيدية قبل حدث "سان دييغو كوميك-كون" ، وشملت مشاهد لمنطقة إعداد روّاد فضاء، وظهور "الشيء" كمشارك في برنامج مواعدة بعنوان "دعونا نصنع مباراة"، وعرض علمي للأطفال يستضيفه "ريد ريتشاردز" بعنوان "العلوم الرائعة مع مستر فانتستيك". خلال المؤتمر، غُيّر عنوان الفيلم إلى "ذا فانتستك 4: الرحلة الأولى"، وكُشف أن طاقم الفيلم الرئيسي سيُعيدون تجسيد أدوارهم في أفلام مارفل القادمة "المنتقمون: يوم القيامة" (2026) و"المنتقمون: الحروب السرية" (2027). كما أُعلن عن انضمام روبرت داوني جونيور لأداء شخصية "دكتور دوم" في هذين الفيلمين. وكان فيج قد أراد عودة داوني إلى عالم مارفل بعد تجسيده لشخصية "توني ستارك / الرجل الحديدي" من 2008 إلى 2019، وناقش إمكانية تجسيده لدوم قبل عام من الإعلان. أشار سنايدر إلى أن داوني سيظهر بشخصية "دكتور دوم" في مشهد ما بعد النهاية في الفيلم. وقال شاكمان إنه كان على علم بتجسيد داوني لهذا الدور قبل فترة من الإعلان. يحمل العنوان الفرعي الجديد "الخطوات الأولى" دلالات تتعلق بالتفاؤل واستكشاف الفضاء، لكنه أيضًا، بحسب شاكمان، يحمل معاني إضافية لم يُكشف عنها، ما أثار تكهنات بين المتابعين حول طبيعة هذه المعاني الأخرى.

### التصوير
بدأ التصوير الرئيسي لفيلم "ذا فانتستك 4: الرحلة الأولى" في 30 يوليو 2024، داخل استوديوهات باينوود في مقاطعة باكينغهامشير بـإنجلترا، تحت عنوان العمل المؤقت "القمر الأزرق". وقد صُوّر الفيلم باستخدام تقنية آيماكس، مع عودة المصوّر السينمائي جيس هول، الذي سبق له التعاون مع المخرج مات شاكمان في مسلسل واندافيجن. سعى شاكمان إلى إضفاء طابع بصري يبدو كما لو أن الفيلم من إنتاج المخرج ستانلي كوبريك عام 1965، وذلك من خلال اختياراته الدقيقة للعدسات ونهجه الإخراجي الذي وصفه بأنه "حديث وبأسلوب رجعي". اعتمد الإنتاج بشكل واسع على الديكورات والدعائم العملية بدلاً من المؤثرات البصرية وحدها. ومن أبرز هذه الديكورات: مختبر ريد ريتشاردز، الذي تم تقسيمه إلى ثلاثة أقسام، كل منها يحمل لونًا أساسيًا ودلالة وظيفية: الغرفة الحمراء مخصصة للاختراعات والبحث، الغرفة الصفراء تحتوي على سبورات للمعادلات والتفكير، الغرفة الزرقاء مخصصة لمعدات الاتصالات والمراقبة. كما تضمّن موقع التصوير شارع يانسي الشهير من القصص المصورة، حيث بُنيت واجهات متاجر ذات طابع قديم، مثل متاجر بقالة كوشير ومعبد يهودي، لإبراز الطابع الزمني والبيئي للفيلم. ومن بين أبرز الدعائم العملية: نموذج مصغّر لسفينة فضائية بطول 4.3 متر (14 قدمًا) لخلق تأثير مصغّر واقعي في التصوير، روبوت هيربي، الذي صُمّم على هيئة دمية خشبية مع روبوت يُتحكّم فيه عن بُعد، يملك رأسًا وذراعين قابلين للحركة، وقادر على التنقل في موقع التصوير وحُسّن لاحقًا عبر تقنيات الصور المُولّدة بالحاسوب (CGI)، نموذجان من سيارة "فانتاستيكار" الخاصة بالفريق: نموذج لتصوير المشاهد الداخلية مع الممثلين ونموذج "مجرد" لاستخدامه في لقطات المؤثرات البصرية. قال مصمم الإنتاج كاسرا فراهاني إن تصميم "فانتاستيكار" استُوحي من السيارات الأمريكية النموذجية في منتصف الستينيات، التي كانت تعكس مظهر السيارات الأوروبية، بينما احتفظت بميزات مستقبلية من خمسينيات القرن الماضي مثل مداخل التوربينات وأدوات تحكم بواجهة أنيقة.
وفي منتصف أكتوبر 2024، جرى التصوير في موقع "باب ديرادلا" بمحافظة دورست في إنجلترا. أنهت الممثلة نتاشا ليون تصوير مشاهدها في وقت لاحق من الشهر ذاته. وفي منتصف نوفمبر، كُشف عن انضمام الممثلة سارة نايلز لأداء شخصية تُدعى لين. بين 19 و22 نوفمبر، صُوّرت مشاهد إضافية في قصر المؤتمرات بمدينة أبيط، شمال إسبانيا، حيث جُسّدت مشاهد في مقر الأمم المتحدة. كما صُوّر في منجم ميدلتون في منطقة ديربيشاير ديلز بإنجلترا. وانتهى التصوير بالكامل بنهاية شهر نوفمبر 2024.

### ما بعد الإنتاج
في أبريل 2025، كُشف أن مارك غاتس يشارك في الفيلم بدور تيد غيلبرت، مقدم البرنامج الحواري "عرض تيد غيلبرت". في الشهر التالي، أُجريت عمليات تصوير إضافية، كما أُعلن أن مصمم الصوتيات ماثيو وود هو من يُؤدي الصوت الآلي لهـيربي (H.E.R.B.I.E.). في يونيو 2025، كُشف أن الطفل الممثل آدا سكوت يجسّد دور فرانكلين ريتشاردز، ابن ريد وسو المولود حديثًا. في يوليو من العام نفسه، تأكّد أن بول والتر هاوزر يجسد شخصية رجل الخُلد، كما أظهر الكوميكس المرتبط بالفيلم أن سارة نايلز تؤدي دور لين نيكولز، رئيسة موظفي مؤسسة المستقبل. في السياق نفسه، صرّح المخرج مات شاكمان بأن دور جون مالكوفيتش قد حُذف من النسخة النهائية، واصفًا القرار بأنه "مؤلم". وأوضح أن مالكوفيتش كان سيؤدي شخصية الشبح الأحمر في مشهد افتتاحي يستعرض السنوات الأولى لفريق "الأربعة المذهلون"، بما في ذلك معركة ضد الشبح الأحمر وقردته الخارقين. رغم إشادته بأداء مالكوفيتش، أكّد شاكمان أن حذف هذا التسلسل جاء في إطار التوازن السردي بين تقديم الفريق ككل، تقديم عالمهم، وتعدد الأشرار المشاركين في الفيلم.
كما كشف شاكمان في يوليو أن مشهد ما بعد نهاية الفيلم أخرجه الأخوان أنتوني وجو روسو، مخرجا فيلمي المنتقمين يوم القيامة والحروب السرية القادمين. ذكر أن الأخوين روسو كانا "منخرطين بشكل كبير" في إنتاج الفيلم، حيث زارا مواقع التصوير وشاهدا مشاهد من الفيلم، بهدف التعرّف على الفريق تمهيدًا لمعالجتهم السليمة له في يوم القيامة. نُسب نص السيناريو إلى كلٍّ من: جوش فريدمان، إريك بيرسون، جيف كابلان، وإيان سبرينغر، بناءً على قصة وضعها بيرسون،كابلان، سبريغنر وكات وود. أما المونتاج، فتولاه نونا خوداي وتيم روش، بينما عمل سكوت ستوكديك مشرفًا على المؤثرات البصرية، والتي نفّذتها شركات: إندستريال لايت آند مادجيك (ILM)، Framestore، سوني بيكتشرز إيميج وركس، Digital Domain، Rise FX، وWētā FX.

## الموسيقى
أُعلن عن مايكل جاكينو كملحن للموسيقى التصويرية في يوليو 2024، بعد أن ألّف موسيقى لعدة مشاريع من عالم مارفل السينمائي (MCU)، وقد عُرضت مقتطفات من موسيقاه لفيلم "الأربعة المذهلون" وشخصية غالاكتوس خلال عرض طائرات بدون طيار في مؤتمر سان دييغو كوميك-كون (SDCC) في نفس الشهر. شُغّل اللحن الرئيسي لفيلم "الأربعة المذهلون" كاملاً في "مؤتمر دي 23" في أغسطس خلال جلسة بعنوان "موسيقى استوديوهات مارفل" التي أدارها جاكينو، كما عُزف لاحقًا في "هوليوود بول" كجزء من تجربة حفلة سلسلة أفلام "ملحمة اللانهاية" - التي تشمل المراحل الثلاثة الأولى من عالم مارفل السينمائي-. وصف مايك رو من موقع "ذا راب" اللحن بأنه "إيقاع مبهج" يجمع بين إحساس حالم وتفاؤل بطولي متطلع للمستقبل، إلى جانب عناصر تذكر بالأصوات التي قد تتوقعها في فيلم يتضمن، مثلاً، إطلاق صاروخ فضائي، وقارن بينه وبين الموسيقى التصويرية لفيلم "الرجل النملة" (2015).
صدرت المقطوعة الموسيقية للفيلم كأغنية منفردة رقمية عبر الإنترنت من قِبل شركتي "تسجيلات هوليوود" و"مارفل ميوزك" في 5 يونيو 2025. ومن المقرر طرحها أيضًا على أسطوانة فينيل (قرص موسيقي) بحجم 7 بوصات في 25 يوليو، وتتضمن إلى جانبها المقطوعة الموسيقية "دعنا نُلتهم" (بالإنجليزية: Let Us Be Devoured) من تأليف وأداء أندريا داتزمان. صدرت الموسيقى التصويرية الكاملة التي ألّفها مايكل جاكينو في 18 يوليو 2025.

## التسويق
احتفالًا بما يُعرف باسم "يوم 4-4"، أصدرت استوديوهات مارفل في 4 أبريل 2024 ملصقًا تشويقيًا يظهر فيه "الشعلة البشرية" وهو يُشكّل شعار "الأربعة المذهلين". تضمّن الملصق رابطًا يُؤدي إلى صفحة خطأ 404 على موقع مارفل، ظهرت فيها شخصية "هيربي" إلى جانب رمز استجابة سريعة يُحيل إلى صفحة مخصّصة لـ "مؤسسة المستقبل"، وتتضمن قائمة من القصص المصورة المرتبطة بالفريق للقراءة عبر منصة "مارفل غير المحدودة" من بينها: العدد الأول من سلسلة الأربعة المذهلون (1961)، وهو أول ظهور للفريق؛ الأعداد من 48 إلى 50 من نفس السلسلة (1966)، والمعروفة باسم "ثلاثية غالاكتوس"، والتي قدّمت لأول مرة شخصيتي "غالاكتوس" و"المتزلج الفضي"؛ العدد الأول من الأربعة المذهلون: قصة حياة (2021)، الذي تدور أحداثه في ستينيات القرن العشرين.
بعد عرض فيلم "ديدبول وولفرين" في مؤتمر سان دييغو كوميك-كون بتاريخ 25 يوليو، حلّقت طائرة بدون طيار فوق ملعب بيتكو بارك عارضةً صورًا لشخصية "غالاكتوس" وشعار الأربعة المذهلون، ما أثار الترقب لندوة استوديوهات مارفل في "قاعة أتش" بعد يومين. تضمّنت الندوة ظهور المخرج مات شاكمان وطاقم التمثيل الرئيسي، وكُشف خلالها عن العنوان الكامل للفيلم، إلى جانب عرض مقطع دعائي أولي، وظهرت فيه سيارة "فانتاستيكار" المستقبلية الخاصة بالفريق على خشبة المسرح. أوضح شاكمان أن المقطع الدعائي استخدم لقطات أولية إلى جانب رسوم متحركة وتصورات فنية من مرحلة ما قبل الإنتاج، وعُرض بنسبة عرض إلى ارتفاع 4:3 الكلاسيكية. كما عُرضت لقطات إضافية في فعالية "دي 23 بالبرازيل" في نوفمبر 2024.
صدر أول مقطع تشويقي رسمي في 4 فبراير 2025، بمشاركة أبطال الفيلم الأربعة في فعالية جماهيرية أُقيمت في مركز الفضاء والصواريخ الأمريكي في هانتسفيل، ألاباما، المعروف باسم "مدينة الصواريخ". سبقه مقطع تشويقي قصير أظهر مجموعة أطفال يركضون نحو تلفاز يعرض لقطات عن الأربعة المذهلين، تضمن تأثيرًا صوتيًا تقليديًا لضحك الأطفال، أثار تساؤلات بين النقّاد حول أصله والغرض منه. شبّه زاك زويزن من مدونة كوتاكو هذا التأثير بـ "صرخة فيلهلم"، وهو مؤثر صوتي مشهور استُخدم لأول مرة في فيلم "إنديانا جونز ومعبد الهلاك" (1984) وتعجّب لماذا اُستخدم مرتين في مقطع قصير. تلقى المقطع الدعائي ترحيبًا إيجابيًا، حيث أثنى النقاد على أسلوبه ونبرته، وعلى إشاراته البصرية المستوحاة من القصص المصورة. ولاحظ المعلقون ظهور قدرات الأبطال الثلاثة باستثناء قدرة "ريد ريتشاردز" المطاطية، كما أشادوا بمشهد يُظهر "ذا ثينغ" وهو يطبخ مع "هيربي"، ما أعاد للأذهان دور الممثل إيبون موس-باكراك في مسلسل "الدب". حقق المقطع الدعائي 202 مليون مشاهدة في أول 24 ساعة، ليصبح ثالث أكثر عروض مارفل مشاهدة بعد "ديدبول وولفرين" (365 مليون مشاهدة) و"الرجل العنكبوت: لا عودة إلى لديار" (355 مليون مشاهدة)، وأصبح الفيديو الأكثر رواجًا على يوتيوب، كما أصبح البث المباشر لإطلاق الإعلان التشويقي هو الأكثر مشاهدة على الإطلاق بالنسبة لشركة مارفل. كما أطلقت مارفل سلسلة من الملصقات الدعائية تحت شعار "استعدوا للإطلاق"، إلا أن أحد هذه الملصقات تعرض لانتقادات بعد الاشتباه بأنه صُمم باستخدام الذكاء الاصطناعي بسبب عيوب في ملامح الوجوه والأيادي. نفت مارفل ذلك، حيث أشار المعلقون إلى أن المشكلات قد تكون نتيجة تعديل فوتوشوب رديء. تضمنت عروض آيماكس لفيلم عالم مارفل السينمائي "كابتن أمريكا: عالم جديد شجاع"، الذي صدر في وقت لاحق من شهر فبراير، عدًّا تنازليًا للفيلم.
عُرضت لقطات جديدة في سينماكون 2025، تضمنت أول نظرة على شخصية "المتزلجة الفضية" التي تؤديها جوليا غارنر، وكشفت عن أن "سو" و"ريد" ينتظران مولودًا في سياق أحداث الفيلم، وهو ما منح العنوان الفرعي للفيلم "الخطوات الأولى" أبعادًا جديدة بحسب "مجلة إنترتينمنت ويكلي". اعتبرت بعض التحليلات أن هذا يشير إلى إمكانية تقديم طفليهما من القصص المصورة، فرانكلين وفاليريا ريتشاردز، لأول مرة على الشاشة. لم تُنشر لقطات سينماكون 2025 مباشرة على الإنترنت، غير أن ملصقًا جديدًا بطابع كلاسيكي يضم ظلال شخصيات الفريق أُطلق في 4 أبريل، بالتزامن مع تقرير خاص نشرته مجلة إمباير حول الفيلم. أما المقطع الدعائي الرسمي الذي تضمّن تلك اللقطات، فقد صدر لاحقًا بتاريخ 17 أبريل. أعقب ذلك في نهاية الشهر، إعلان من استوديوهات مارفل بالتعاون مع مارفل كوميكس عن إصدار قصة مصورة مترابطة بعنوان ذا فانتستك 4: الرحلة الأولى، من المقرر صدورها في 2 يوليو 2025. كتبها مات فراكشن ورسمها مارك باكنغهام، مع غلاف من تصميم فيل نوتو. زار فريق القصص المصورة موقع التصوير لضمان تطابق الأسلوب والسرد مع الفيلم، ومن المقرر نشر القصة ضمن الكون السينمائي على أنها أول "إعادة سرد رسمية لمغامرات الفريق المبكرة"، بالتزامن مع الذكرى الرابعة لحصولهم على قواهم.
صدر في يونيو إعلانٌ تجاريٌّ لسلسلة مطاعم بيتزا ليتل سيزرز، من إخراج فرحاني، يُشيد بالعدد الأول من سلسلة القصص المصورة "الأربعة المذهلون"، حيث يقاتل الفريق مخلوق جيغانتو. وفي يونيو أيضًا، روّج فيج للفيلم في معرض أوروبا السينمائي الدولي كجزء من عرضٍ أوسع لشركة ديزني، وعُرض مقطعٌ دعائيٌّ جديدٌ للفيلم بتاريخ 25 من الشهر نفسه. أُضيفت ألعاب مستوحاة من الفيلم إلى فروع توب غولف تزامنًا مع صدوره.

## الاصدار
عُرض فيلم "ذا فانتستك 4: الرحلة الأولى" لأول مرة عالميًا في قاعة دوروثي تشاندلر في لوس أنجلوس يوم 21 يوليو 2025. بُثّ العرض الأول مباشرة على منصة ديزني+، لتكون هذه أول مرة يُبث فيها عرض أول لفيلم من إنتاج ديزني مباشرة على المنصة، تضمَّن البث مقابلات مع طاقم التمثيل والمبدعين، بالإضافة إلى لمحة حصرية عن الفيلم، مع إمكانية مشاهدة إعادة العرض بعد انتهاء البث المباشر كما تضمن العرض الأول أداءً مباشرًا لشعار استوديوهات مارفل الموسيقي من تأليف مايكل جاكينو، إلى جانب متتالية أوركسترالية من موسيقى الفيلم، قدَّمها أوركسترا وجوقة غنائية كبيرة على خشبة المسرح قبل بدء عرض الفيلم.
أُصدر الفيلم في الولايات المتحدة بتاريخ 25 يوليو 2025 بصيغ آيماكس، ScreenX و4DX، كان من المقرر سابقًا أن يُعرض في تواريخ: 8 نوفمبر 2024، 14 فبراير 2025، و2 مايو 2025 لكنه أُجّل الى تاريخ عرضه الحالي. يُعد هذا الفيلم بداية المرحلة السادسة من عالم مارفل السينمائي (MCU).

## الاستقبال

### شباك التذاكر
اعتبارًا من 17 أغسطس 2025، حقق فيلم ذا فاتستك 4: الرحلة الأولى إيرادات بلغت 247.3 مليون دولار في الولايات المتحدة وكندا، و 222.2 مليون دولار في الأسواق الدولية، ليصل الإجمالي العالمي إلى 469.5 مليون دولار.
في 22 يوليو 2025، كانت التوقعات تشير إلى أن الفيلم سيحقق ما بين 100 إلى 110 ملايين دولار في شباك التذاكر المحلي، بالإضافة إلى 90 إلى 110 ملايين دولار في الأسواق الخارجية، بإجمالي يُقدّر بـ 190 إلى 210 ملايين دولار خلال عطلة نهاية الأسبوع الافتتاحية. حقق الفيلم 24.4 مليون دولار من عروض ليلة الخميس المسبقة، مسجلًا أعلى إيراد لعروض ما قبل الافتتاح لعام 2025، متجاوزًا فيلم سوبرمان الذي صدر قبل أسبوعين. في يومه الأول، جمع الفيلم 57 مليون دولار، ليحل في المرتبة الثانية بعد فيلم ماينكرافت من حيث أعلى افتتاح يومي لفيلم صدر عام 2025. اختتم الفيلم عطلة نهاية الأسبوع الافتتاحية بإيرادات محلية بلغت 117.6 مليون دولار، متصدرًا شباك التذاكر ومتجاوزًا التوقعات، مع إجمالي عالمي وصل إلى 216.7 مليون دولار. حقق الفيلم 11.7 مليون دولار في ثاني يوم جمعة له، وهو انخفاض حاد بنسبة 80%. يُعد هذا ثاني أكبر تراجع من يوم جمعة إلى يوم جمعة لأي فيلم مقتبس من القصص المصورة في عام 2025، بعد فيلم كابتن أمريكا: عالم جديد شجاع. رغم ذلك، احتفظ فيلم الفيلم بالصدارة في شباك التذاكر خلال عطلة نهاية الأسبوع الثانية، لكنه شهد انخفاضًا بنسبة 66% بإيرادات بلغت 38.7 مليون دولار. بالمثل، حافظ الفيلم على صدارة شباك التذاكر في المملكة المتحدة وأيرلندا لمدة أسبوعين متتاليين، محققًا 3 ملايين جنيه إسترليني (ما يعادل 4.1 مليون دولار أمريكي) في أسبوعه الثاني، ليرتفع إجمالي إيراداته في هذين السوقين إلى 15.3 مليون جنيه إسترليني (ما يعادل 20.4 مليون دولار أمريكي).

### الاستجابة النقدية
على موقع تجميع المراجعات روتن توميتوز، منح 86% من أصل 384 ناقدًا الفيلم مراجعة إيجابية، وجاء في إجماع نقّاد الموقع: «بفضل الكيمياء المتماسكة بين طاقم التمثيل وتصميم الفيلم المستقبلي الرجعي الجذّاب المستوحى من ستينيات القرن العشرين، ينجح هذا العمل في تقديم فريق "الأربعة المذهلون" بما يليق بـ"العائلة الأولى لمارفل".» أما موقع ميتاكريتيك، فقد لخّص الاستجابة النقدية العامة بأنها «إيجابية عمومًا»، استنادًا إلى متوسط مرجّح قدره 65 من 100، بناءً على تقييم 54 ناقدًا. منح الجمهور الذي استُطلع رأيه عبر منصة سينماسكور الفيلم درجة متوسطة "A−" على مقياس من A+ إلى F.
رأت مجلة فارايتي أن من أبرز نقاط قوة الفيلم هو تخلّيه عن سرد قصة النشأة، وانطلاقه مباشرة في سياق يُظهر الفريق كأبطال نشطين بالفعل. كتب بيتر برادشو من صحيفة ذا غارديان أن الفيلم «ينسجم في مجمله كعرض ترفيهي داخل عالم بريء ومنغلق على ذاته من الغرائبية الخيالية»، واصفًا التصميم الفني بأنه «هلوسيّ» بطابعه الستيني، معتبرًا أنه حافظ على توازن النوع السينمائي للأبطال الخارقين وارتقائه. بالمثل، أثنى ديفيد روني من مجلة ذا هوليوود ريبورتر على أجواء الستينيات، مشيرًا إلى أن الموسيقى الأوركسترالية التي ألّفها جياكّينو، والتصميم الفني، والأزياء، جاءت متناغمة ومكملة لبعضها. ورأى أن موس-باكراك أضفى على شخصيته المصوّرة عبر التقاط الحركة «دفئًا وحساسية»، وكتب عن أداء غارنر بأنه كان متقنًا ومؤثرًا، متتبعًا تحولها من شخصية «باردة» إلى أخرى «مفعمة بالحزن».
قال روبي كولين من صحيفة ديلي تلغراف أن الفيلم "يجعلك تتمنى لو أن مارفل وصلت إلى هذه المرحلة منذ سنوات – تخيّل لو أن المنتقمون: نهاية اللعبة (2019) تلاه هذا الفيلم. ومع ذلك، فهم على الأقل وصلوا الآن، والنتيجة هي جزء غير اعتيادي من سلسلة أفلام: عمل يشعر في كل لحظة منه وكأنه فيلم مستقل تمامًا". وكتبت ساندرا هول من سيدني مورنينغ هيرالد: "كانت مشاهد الحركة مذهلة كما هو متوقَّع، وهذا لا يعني أنها كانت مشوقة بشكل خاص، لكن نجاح الفيلم يكمن في أنه أعاد المتعة إلى السلسلة". أما إستير زوكيرمان من بلومبيرغ نيوز فكانت أكثر انتقادًا حيث كتبت: "بينما بدا فيلم سوبرمان عصريًا ومنعشًا بمضامينه السياسية، فإن الفيلم يحمل هالة من الغبار العالق لا يستطيع التخلص منها تمامًا". أشادت أوديتا جونجونوالا من ليفمنت بأداء طاقم التمثيل، لكنها قالت إن الفيلم "جيد بالكاد – إعادة إقلاع ذات طموح كوني بالكاد تقلع عن الأرض". أما ستيفن رومي من الصحيفة الأسترالية، فأشاد بمشهد الافتتاح، لكنه انتقد الحوار في الفيلم، وخلص إلى أن: "سلسلة أفلام الأبطال الخارقين تمر بصعود وهبوط. وهذا الفيلم بالتأكيد في الجانب الهابط".

### الجوائز
رُشِّح الفيلم لجائزة "أكثر فيلم مرتقب" خلال الدورة الثامنة من جوائز أسترا لأفلام منتصف الموسم.

## أعمال مستقبلية
أُبلغ عن أن تكملة للفيلم قيد التطوير في يونيو 2025. سيُعيد كل من بيدرو باسكال، فانيسا كيربي، إيبون موس-باكراك، وجوزيف كوين تجسيد أدوارهم في عالم مارفل السينمائي في أفلام التقاطع القادمة: المنتقمون: يوم القيامة (2026) والمنتقمون: الحروب السرية (2027).

## وصلات خارجية
- ذا فانتستك 4: الرحلة الأولى على موقع IMDb (الإنجليزية)
- ذا فانتستك 4: الرحلة الأولى على موقع ميتاكريتيك (الإنجليزية)
- ذا فانتستك 4: الرحلة الأولى على موقع روتن توميتوز (الإنجليزية)
- ذا فانتستك 4: الرحلة الأولى على موقع ألو سيني (الفرنسية)
- ذا فانتستك 4: الرحلة الأولى على موقع أول موفي (الإنجليزية)
- ذا فانتستك 4: الرحلة الأولى على موقع فيلمافينيتي (الإسبانية)
- ذا فانتستك 4: الرحلة الأولى على موقع قاعدة بيانات الأفلام السويدية (السويدية)
- ذا فانتستك 4: الرحلة الأولى على موقع قاعدة بيانات الفيلم (الإنجليزية)
- ذا فانتستك 4: الرحلة الأولى على موقع ليتربوكسد (الإنجليزية)
- ذا فانتستك 4: الرحلة الأولى على موقع كينوبويسك (الروسية)